# Aongstroemia obscura
Aongstroemia obscura là một loài rêu trong họ Dicranaceae. Loài này được Sull. & Lesq. Müll. Hal. mô tả khoa học đầu tiên năm 1900.